# کیت هرینگ

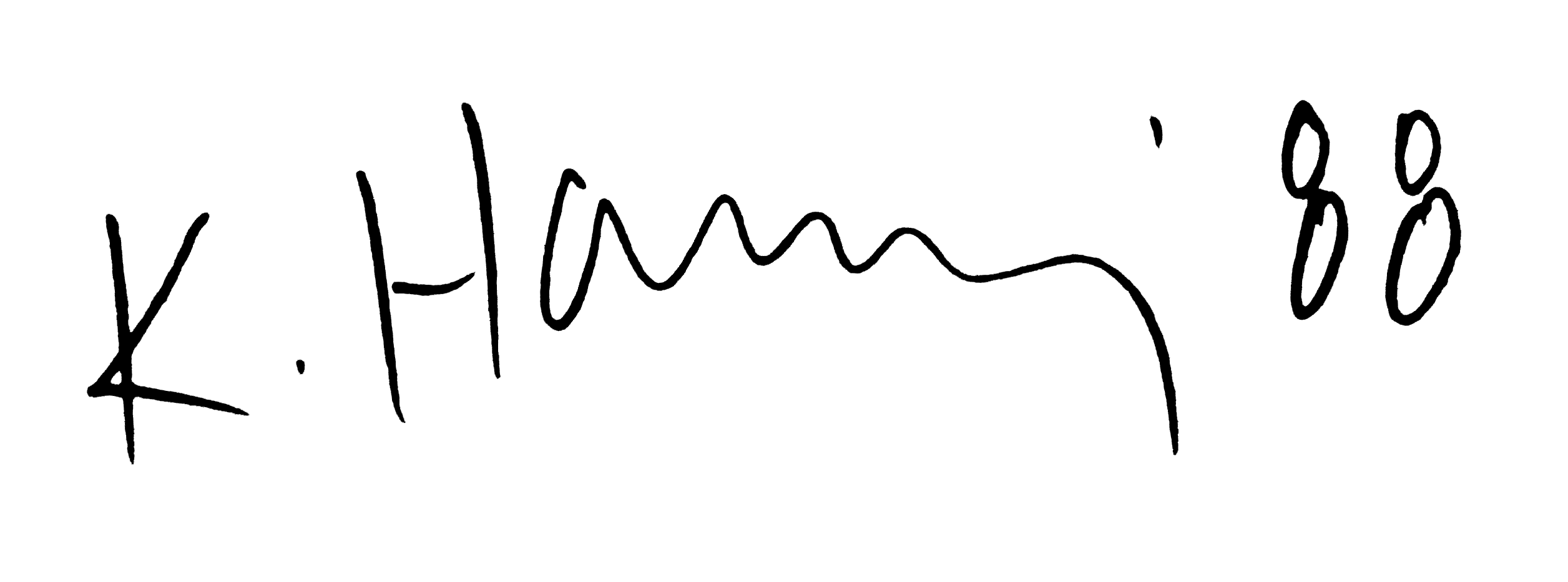
امضا

کیت هرینگ (به انگلیسی: Keith Haring) (متولد ۴ مه ۱۹۵۸ در پنسیلوانیا – درگذشته ۱۶ فوریه ۱۹۹۰ در نیویورک) نقاش و هنرمند و فعال اجتماعی در دهه ۱۹۸۰ بود. کارهای او که بیشتر به مفهوم‌های تولد و مرگ و جنسیت و جنگ می‌پردازد جلوه مشخص و متمایزی دارد و از اجزای مهم زبان بصری قرن بیستم به شمار می‌رود.
او کارهای نخست خود را در راهروها و ایستگاه‌های متروی نیویورک می‌کشید.

## زندگی
او در شهر ردینگ در ایالت پنسیلوانیا به دنیا آمد. از کودکی به نقاشی جلب شد. از ۱۹۷۶ تا ۱۹۷۸ در رشته هنرهای تجاری تحصیل کرد اما به زودی علاقه خود به این رشته را از دست داد. به نیویورک رفت و به آموختن نقاشی پرداخت. با نقاشی‌هایی که در متروی نیویورک کشید و نیز با چند نمایشگاه از اثارش شهرتی به دست آورد. در ۱۹۸۴ به استرالیا رفت و چند کار سفارشی در شهرهای انجا اجرا کرد. دوستی او با هنرمندان دیگر به ویژه اندی وارهول بر کار او تاثیر گذاشت.